# プロトプテルム
プロトプテルム（学名：Plotopterum）は、プロトプテルム科に属する絶滅した潜水性の海鳥の属。古第三紀漸新世の後期から新第三紀中新世の前期にかけて北太平洋に生息した。タイプ種Plotopterum joaquinensisのみが記載されている単型の属である。

## 研究史
将来的にプロトプテルムのホロタイプに指定されることになる化石は、ディック・ビショップとエド・ミッチェルにより、1961年にアメリカ合衆国カリフォルニア州サンホアキン・バレーでジューエットサンド層ピラミッドヒルサンド部層から発見された。1964年に本標本はビショップによりロサンゼルス郡自然史博物館へ寄贈された。その後1969年に当時同館の科学部門のチーフキュレーターを退任したヒルデガード・ハワードが本標本LACM 8927（左烏口骨の上端）をホロタイプ標本とし、遊泳に向けた適応と特徴的な形質に基づいて新属新種Plotopterum joaquinensisを設立し、また単型の科であるプロトプテルム科を設立した。属名は「遊泳」を意味するPlot-と「翼」を意味する"-pterum"に由来する。
長谷川・奥村・岡崎 (1977)は、日本の本州に分布する下部中新統の瑞浪層群明世層から1976年に回収されたほぼ完全な鳥類の大腿骨を記載し、ウ科の未同定の種とした。それから10年と経たないうちにOlson and Hasegawa (1985)は日本産の化石がプロトプテルム属に属するものであるとし、Plotopterum sp.として再記載した。

## 特徴
プロトプテルムのホロタイプ標本は左烏口骨の上腕骨側の端であり、その大きさは現生のアオノドヒメウのものと同程度であるが、より狭くかつ丸みを帯びている。骨頭の輪郭や骨の形態、肩甲骨との関節面や隣接するシャフトといった形質は、ウ科やアメリカヘビウを彷彿とさせるものとして記載されている。しかし、シャフトに垂れ下がる骨頭や三骨間領域の形状といった形質は、ペンギンやウミスズメ科といった近縁でない潜水鳥類に典型的なものである。三骨間領域の形状は下部が膨らんで前後方向に狭くなっており、おそらく胸筋の靭帯に占められ、遊泳時に翼を強化したと推測される。やや遠縁であるガラパゴスコバネウと比較すると、プロトプテルムの翼は使用されないがゆえの退化が起きておらず、遊泳に顕著に特化している。ただし、保存の良い部位に乏しいため、飛翔性を欠いていたことは推測による。
1985年に暫定的に本属へ分類されたほぼ完全な大腿骨MFM 1800はヘビウ科と類似性を共有しており、漸新世に生息した近縁属よりもおそらく小型であり、カワウと同程度の体サイズであったと推測されている。
プロトプテルムはプロトプテルム科における外れ値である。本属は同科において層序的に最も新しい属であり、大型近縁属の大半は漸新世の末に絶滅している。また、プロトプテルムは時代のわりに原始的な特徴を残しており、より古くしかし派生的なプロトプテルム科と比較すると前肢推進性に特化してない。漸新世の太平洋岸北西部と日本に生息した他の全てのプロトプテルム科の姉妹群プロトプテルムは、中新世のカリフォルニア州と日本に限られるゴーストリネージが孤立し、これにより基盤的な特徴が保存されたことが示唆される。

## 古環境
プロトプテルムの化石が最初に発見されたジューエットサンド層ピラミッドヒルサンド部層は、中新世において太平洋に被覆されており、プロトプテルムの化石とともに多数の化石が堆積している。具体的には鯨類、魚類、カメ、二枚貝が知られている。プロトプテルムとその近縁属であるステメクは沿岸の堆積物から発見されており、おそらく沿岸域に限られていた。一方でトンサラやコペプテリクスはより遠洋性の生態を有していた。
古第三紀後期から新第三紀前期にかけては、太平洋において発生した海棲哺乳類の多様化がプロトプテルム科と時期的に重複しうることが示唆されており、これがプロトプテルム科の絶滅に寄与した可能性がある。プロトプテルムのような前期中新世において知られているプロトプテルム科の属は漸新世のものと比較して小型かつ基盤的であり、間もなく絶滅に向かうこととなった。
プロトプテルム科の他の属が漸新世に姿を消した一方、プロトプテルムは中新世まで生き延びた。これは当時のカリフォルニア州沿岸部で中新世まで保存されていた島々がプロトプテルムにとっての安全な繁殖地として機能したことによって説明できる可能性がある。